# 罗伯特·潘兴·瓦德罗
罗伯特·潘兴·瓦德羅（英語：Robert Pershing Wadlow，1918年2月22日—1940年7月15日），出生于美国伊利诺伊州阿爾頓，為现代人類社会至今為止最長身高者，又叫奥尔顿巨人或伊利诺斯巨人。瓦德罗高达272（8.92英尺），過世前重达199（439磅），得年22岁。

## 生平
瓦德罗出生時約3.8公斤，與一般嬰兒無異，在兩歲之後開始快速成長，平均每年會長高十公分，其父親身長182公分，他八岁時已比其父親高了。
22歲過世時身高為272公分。其穿戴鞋子尺寸為37AA（EUR74，約39厘米）。
與其巨大身形給人的第一印象不同，瓦德罗溫厚且待人友善，由於過高的身高，瓦德罗於在世前即相當地出名，經常在各地巡迴。
於1940年7月15日時因敗血症而過世，同月19日的葬禮吸引了四萬多人前來弔唁，其棺材重達五百公斤，須12個人才能搬運起來。

## 紀念
1985年，伊利諾大學設立了青铜像紀念這位巨人。